# غواصة يو-4 (ألمانيا)
غواصة يو-4 كانت واحدة من 329 غواصة تخدم في البحرية الإمبراطورية الألمانية في الحرب العالمية الأولى. شاركت غواصة يو-4 في الحرب البحرية في الحرب العالمية الأولى كما شاركت في معركة الأطلسي الأولى.